# Uhrturm von Tirana
Der Uhrturm von Tirana (albanisch Kulla e Sahatit e Tiranës, meist nur Kulla e Sahatit) ist eine der wichtigsten Sehenswürdigkeiten der albanischen Hauptstadt. Er liegt in der Innenstadt am zentralen Skanderbeg-Platz neben der Et’hem-Bey-Moschee und ist seit 1948 Kulturdenkmal Albaniens.

## Geschichte
Der Pascha Et’hem Bey, welcher die nahe gelegene Moschee mit seinem Namen erbaut hatte, gab 1822 den Auftrag, den Turm zu erbauen. Mit Hilfe hoher Geldbeiträge von reichen Händlerfamilien aus Tirana konnte er 1830 offiziell eröffnet werden. Zuerst besaß er eine Glocke aus Venedig, die zu jeder vollen Stunde läutete. In der zweiten Hälfte der 1920er Jahre baute die Stadtverwaltung den Turm um. Er wurde aufgestockt und erhielt eine neue Spitze. Die Glocke wurde ersetzt durch eine Uhr aus Deutschland.
Während des Zweiten Weltkriegs wurde die Uhr stark beschädigt, sodass sie 1946 durch eine römisch-bezifferte aus einer Kirche in Shkodra ersetzt werden musste. 1970 wurde eine chinesische Uhr angeschafft, die bis heute in Funktion ist.
Der Uhrturm wurde 1981 und 1999 teilweise renoviert. Im März 2010 wurden umfassende Renovierungsarbeiten ausgeführt, welche auch die Errichtung eines Uhrmuseum in der Nähe vorsahen. Die Stadtverwaltung bekam für die Erneuerung der Uhr vom Fonds für den Schutz der Kulturschätze der US-amerikanischen Botschaft in Tirana 30.000 US-Dollar. Dabei seien aber unpassende, moderne Materialien verwendet worden.

## Baudaten

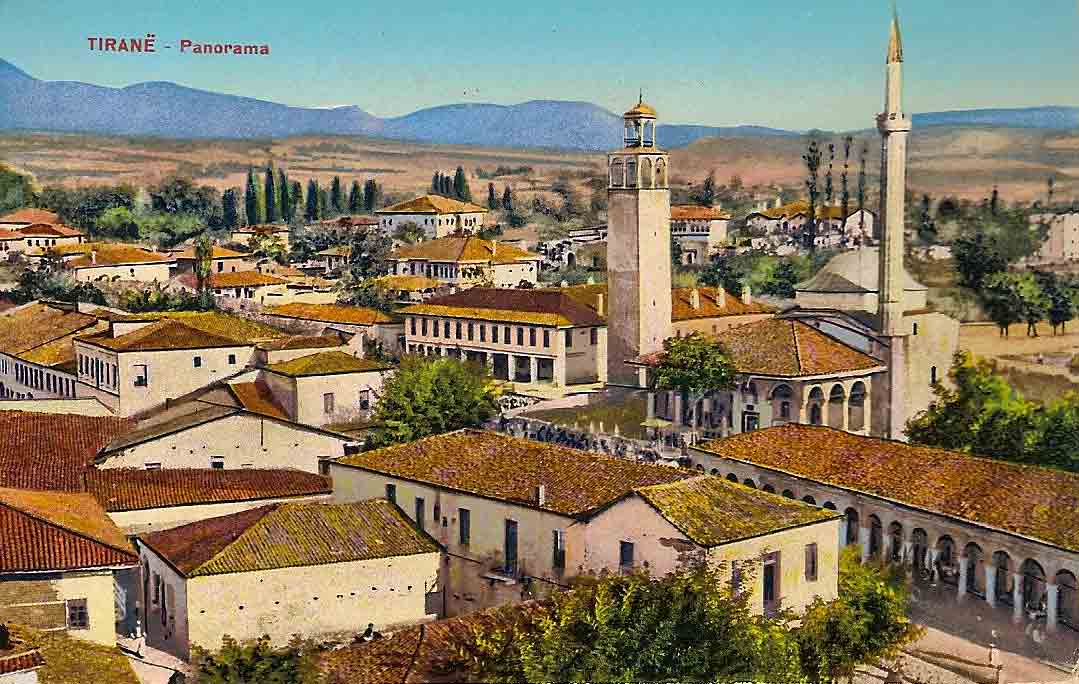
Alte Postkarte mit dem Turm vor dem Umbau in den 1920er Jahren, als noch eine Kuppel den Abschluss bildete.

Mit 35 Metern Höhe war der schmale Uhrturm bis 1970 das höchste Gebäude in Tirana – Minarettspitzen ausgenommen. Der Grundriss ist quadratisch, die vier Seiten sind von kleinen Ausnahmen wie Türen identisch. Die Treppen haben 90 Stufen und verlaufen spiralförmig an der Außenwand im Innern des Turms. Die ursprünglich an der Spitze des Turmes angebrachte Kuppel hatte den architektonischen Stil des Markusturmes. Die heutige Spitze ist pyramidenförmig und aus Metall.

## Sonstiges
Der albanische Name leitet sich von Sahat Kula ab, der im Osmanischen Reich gebräuchlichen Bezeichnung für Uhrturm. Solche Türme gab es in vielen großen Städten auf dem Balkan. Sie waren bedeutende Symbole des Islams und zeugten von Reichtum. Der Turm wurde errichtet, um die Bevölkerung Tiranas über die Uhrzeit zu informieren – Taschenuhren waren damals noch sehr selten. Gelegentlich wurde fälschlicherweise behauptet, der Turm gehörte als Art Campanile zu einer von den Kommunisten zerstörten Kirche.
Der Uhrturm ist auf dem Stadtwappen von Tirana abgebildet.
Seit 1996 kann der Uhrturm gegen eine kleine Gebühr bestiegen werden.

## Bilder

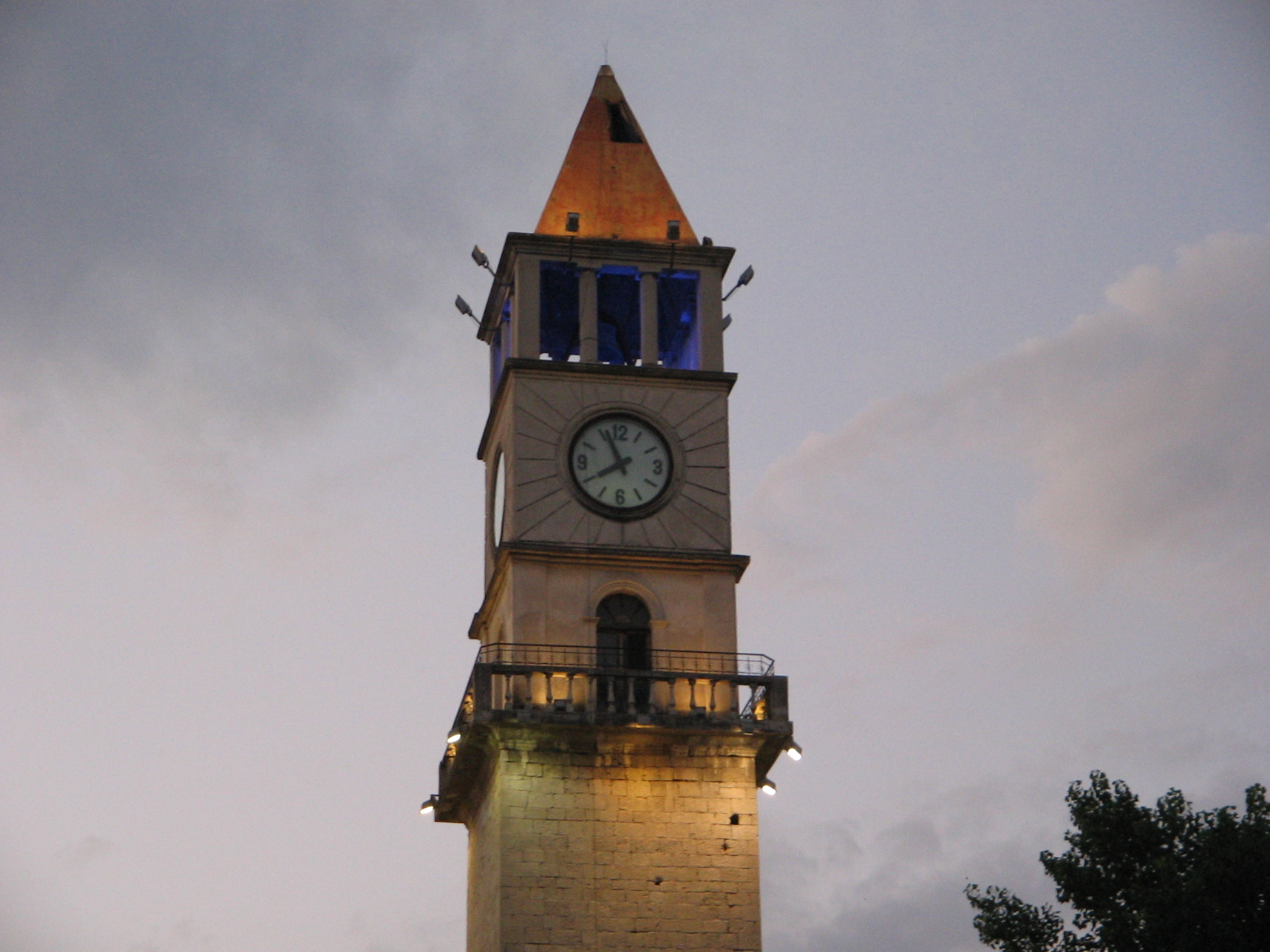
Blick auf das Zifferblatt von 1970
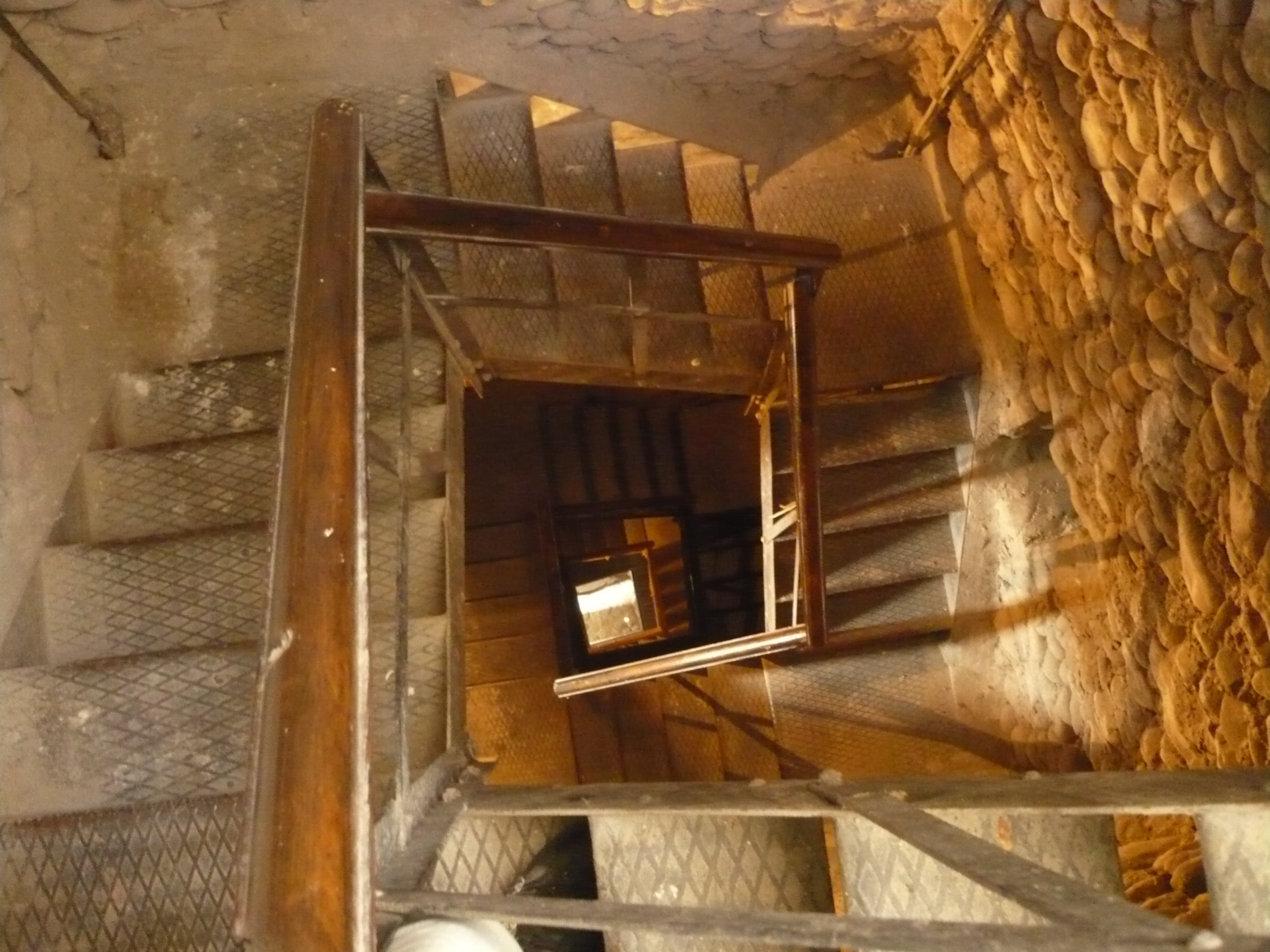
Treppen im Inneren des Turmes
Stadtwappen von Tirana, der Uhrturm ist links abgebildet
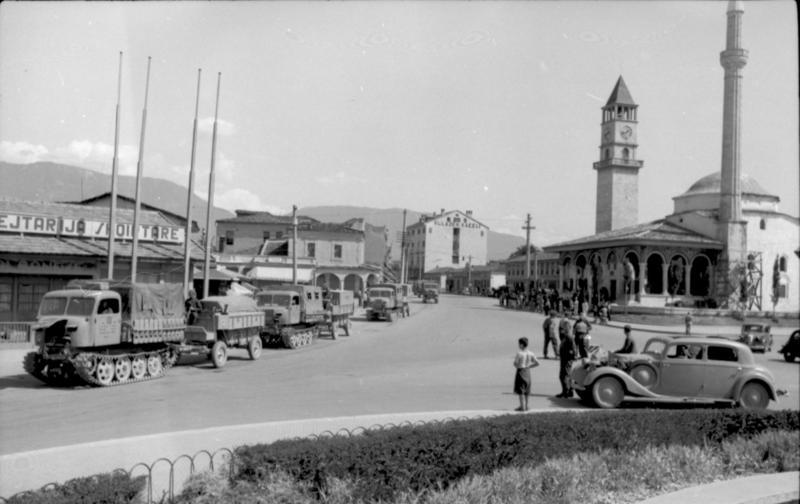
Aufnahme von 1943